# Чхаупади

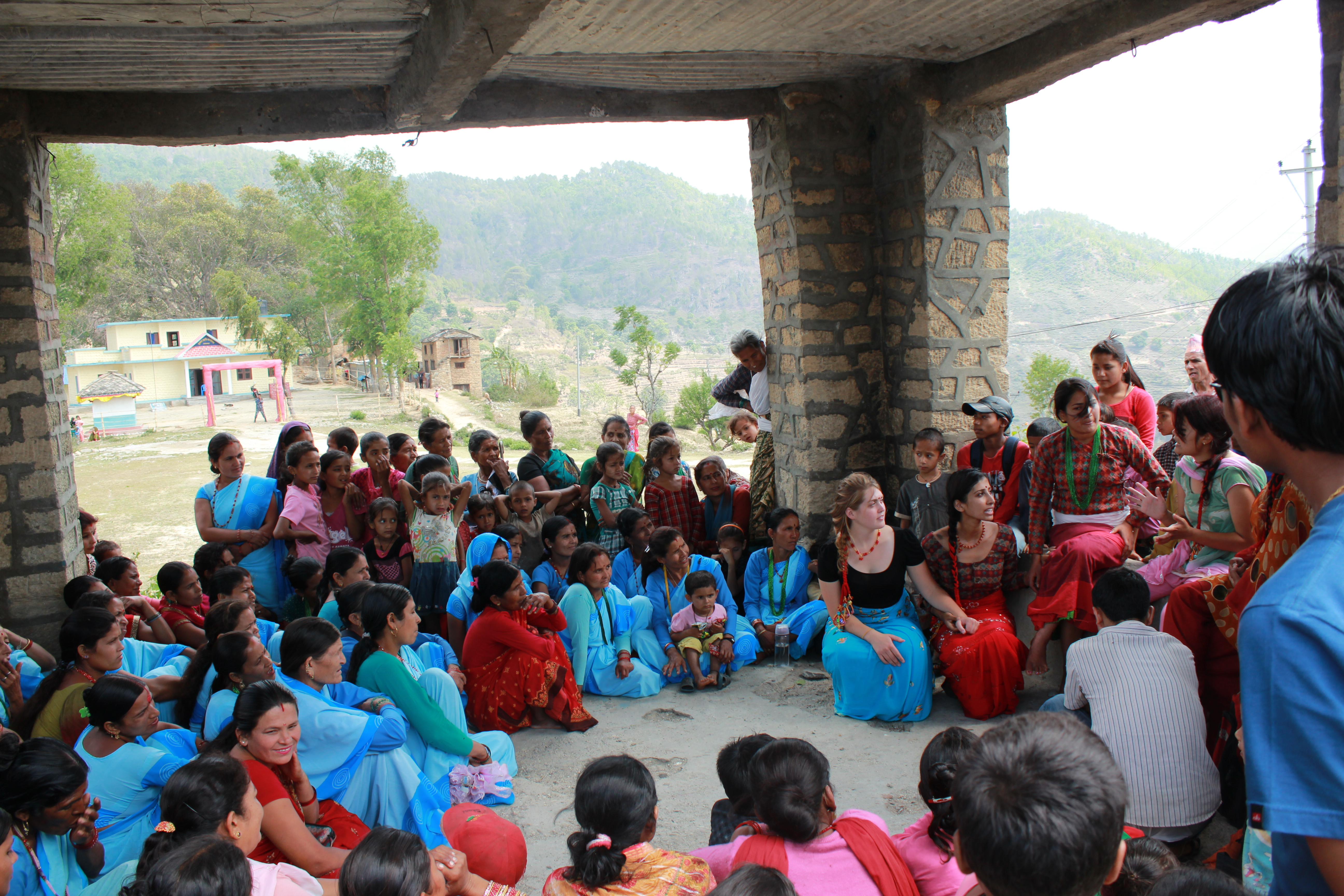
Активисты проводят среди женщин разъяснительную работу, чтобы искоренить чхаупади

Чхаупади или чаупади (непальск. छाउपडी МФА: [t͡sʰäu̯pʌɽi]о файле — «неприкасаемое бытие») — древняя традиция «менструального изгнания» девочек и женщин из семейного жилища на время, пока у них происходит менструация, или сразу после родов.
Чхаупади — одна из крайних форм гендерной дискриминации, уходящая своими корнями в индуистские табу. Согласно мифам, бог Индра создал менструацию как средство распределения проклятий, и женщины во время месячных или сразу после родов временно являются «нечистыми» и «оскверняющими» всё вокруг. Наиболее широко обычай чхаупади распространён в западной части Непала, а также в сельской местности индийских штатов Уттаракханд, Тамилнад и Керала. Кроме того, чхаупади сохранился у дардских народов Пакистана, в частности у калашей.
Согласно данным властей, 19 % непальских женщин в возрасте от 15 до 49 лет следуют традиции чхаупади. В западной части страны их доля увеличивается до 50 %, а в районе Ачхам — до 95 %. В сельской части Индии каждая пятая девочка бросает школу, когда у неё начинается менструация.

## Традиция
Согласно традиции, женщины и девушки, у которых наступает менструация, считаются «нечистыми» и контакт с ними чреват невзгодами. Нарушителей табу якобы ожидают стихийные бедствия, падёж домашнего скота, неурожаи зерновых и даже смерть родственников. Согласно укоренившимся в индуизме поверьям и табу, женщине во время менструации нельзя касаться других людей, а также коров, овощей, фруктов и даже деревьев, иначе они перестанут плодоносить, нельзя пить молоко, иначе корова перестанет его приносить, нельзя употреблять молочные продукты, нельзя доить буйволиц и коров, нельзя читать книгу, иначе это может вызвать гнев богини мудрости и знаний Сарасвати. Таким образом, дабы избежать несчастий в семье и деревне, женщины подлежат временному изгнанию из своего дома. В период менструации женщинам строго запрещено посещать индуистские храмы и святилища, участвовать в семейных торжествах, пудже, религиозных процессиях и праздниках, пользоваться общей посудой и другой кухонной утварью, заходить на кухню, мыться в реках и набирать воду из общественных колодцев.
Абсолютное большинство женщин, соблюдающих традицию чхаупади, ежемесячно вынуждены ютиться в «чхаупади готх» или сокращённо «чхауготх» — небольших глиняных сараях, хлевах для скота возле дома или в отдельных хижинах без окон, расположенных в лесу или горах. Лишь немногие женщины могут оставаться в семейном доме, в отдельной комнате, известной как «байтхак». Изгнанные женщины обычно спят в антисанитарных условиях прямо на земляном полу, укрываясь тонким одеялом, купаются и стирают вещи лишь в особом ручье или пруду за пределами деревни. Обычно замужние женщины изгоняются из дома на несколько дней (до пяти), в то время как незамужние могут находиться в вынужденной изоляции до недели. Девочки, испытавшие менструацию впервые, изолируются на 14 дней.
Религиозный запрет на чтение книг и письмо приводит к тому, что девушки, у которых начинается менструация, чаще пропускают школу или колледж, что лишь усиливает и так существующий разрыв между ними и юношами в образовании, и в дальнейшем приводит к значительной дискриминации в трудоустройстве по гендерному признаку.
Некоторые запреты чхаупади распространяются и на родивших женщин, так как роды сопровождаются кровотечением и также считаются «нечистыми» (в Непале 89 % женщин рожают дома, почти 60 % рожают без врачей, только в присутствии родственниц). После родов брахманы проводят в домах рожениц «очистительные» ритуалы.
Даже если женщины или девочки не соблюдают чхаупади, общество ограничивает их общественную жизнь из суеверных соображений. Например, многие сельские школы прямо запрещают менструирующим девочкам посещать школу, в итоге девочки в старших классах пропускают школу в среднем пять дней в месяц, от этого их общая успеваемость падает и они получают худшие оценки, нежели мальчики.

## Запрет
В мае 2005 года Верховный суд Непала запретил исполнять обычай чхаупади. В августе 2017 года парламент страны признал чхаупади преступной традицией и криминализировал её. Отныне любой, кто принуждает женщину к «менструальному изгнанию», может быть заключён в тюрьму на три месяца или приговорён к крупному штрафу. Однако в сельской местности большинство населения продолжает следовать традициям и практиковать «менструальное изгнание». В западном Непале никого так и не обвинили в принуждении к чхаупади. Однако запрет чхаупади активизировал работу неправительственных организаций, которые проводят разъяснительную работу среди женщин, учителей и врачей, защищают права подростков и женщин, добиваются строительства в школах отдельных туалетов для девочек.
К концу 2010-х годов правительство Непала усилило борьбу с традицией чхаупади, инициировав массовый снос хижин; за несколько лет в стране было уничтожено более 7 тыс. чхауготхов. Тем не менее, многие сельские жители принялись почти сразу же заново отстраивать эти хижины. Кампания по сносу хижин была признана неэффективной и спорной, так как менструирующие женщины в итоге стали изгоняться в пещеры или на открытую дикую местность за пределами деревни.

## Риски для здоровья и жизни
Во время изгнания женщины, а также их маленькие дети, следующие за матерью, нередко подвергают своё здоровье опасности. Женщины часто болеют, не соблюдают правила гигиены, лишены элементарного доступа к чистой воде, им дают меньше еды (рацион ограничивается лепёшкой с солью) и вообще не дают молока и топлёного масла, нередко на них нападают змеи, скорпионы и дикие животные. Зимой изгнанницы живут в крошечных хижинах и могут отравиться угарным газом в плохо проветриваемых помещениях. Скудное питание и тяжёлый физический труд лишь усугубляют уже имеющиеся болезни. Многие женщины, прошедшие чхаупади, испытывают чувство вины, унижение, печаль и депрессию. Во время изгнания женщина может умереть от болезни и кровопотери, так как её родственники из-за боязни быть «осквернёнными» не отвезут её в больницу. Также изолированные от семьи женщины нередко подвергаются сексуальному насилию со стороны пьяных мужчин.

## Другие названия
В районе Ачхам обычай известен как чаупади, в районах Даделдхура, Байтади и Дарчула — как чхуе или бахирхуну, в районе Баджханг — как чаукулла или чаукуди.